# Apamea borealis
Apamea borealis là một loài bướm đêm trong họ Noctuidae.